# یپه اندرسن
یپه اندرسن (دانمارکی: Jeppe Andersen؛ زادهٔ ۶ دسامبر ۱۹۹۲) بازیکن فوتبال اهل دانمارک است. که برای باشگاه الیتسرین در لیگ برتر فوتبال نروژ در پست هافبک میانی بازی می‌کند.
وی در تیم‌های ملی فوتبال زیر ۱۹ سال دانمارک و زیر ۲۱ سال دانمارک بازی کرده است.